# Saint-Aubin, Indre
Saint-Aubin är en kommun i departementet Indre i regionen Centre-Val de Loire i de centrala delarna av Frankrike. Kommunen ligger i kantonen Issoudun-Sud som tillhör arrondissementet Issoudun. År 2022 hade Saint-Aubin 151 invånare.

## Befolkningsutveckling
Antalet invånare i kommunen Saint-Aubin
Referens:INSEE